# La sonrisa etrusca
La sonrisa etrusca és una novel·la de l'escriptor espanyol José Luis Sampedro, publicada el 1985. En 2001, el diari espanyol El Mundo la va incloure a la seva llista de les 100 millors novel·les en castellà del segle XX.

## Sinopsi
La història es desenvolupa a Milà, on Salvatore Roncone, un vell rondinaire, tossut i extraordinàriament apegat a la terra calabresa en la qual va néixer, és traslladat pel seu fill Renato per a ser tractat d'un càncer.
En la gran ciutat encara el xoc de dos mons: el del seu fill i esposa, els qui, al costat del seu únic fill, Bruno, de tretze mesos d'edat, formen una típica família burgesa i urbana, amb el seu al sud de Itàlia, món de sabors, d'olors, de ràncies i masclistes costums i de picabaralles familiars.
El petit net es diu Bruno, nom que fa feliç a l'avi, doncs, fins i tot ignorant-lo el seu propi fill, era el nom que rebia Salvatore en la clandestinitat partisana. S'estableix així una relació entre l'avi i el net, en qui bolca la seva tendresa i a qui intenta transmetre el seu amor per la vida, que a ell, a conseqüència de la malaltia, se li va escapant.
Però això no impedeix a aquest detenir la seva vida. Fins a tal punt arriba el seu afany de demostrar que fins i tot és capaç de portar els fets el més normalment possible. Tant és així que torna a enamorar-se...demostrant-nos que mai és tard.

## Adaptacions al teatre i al cinema

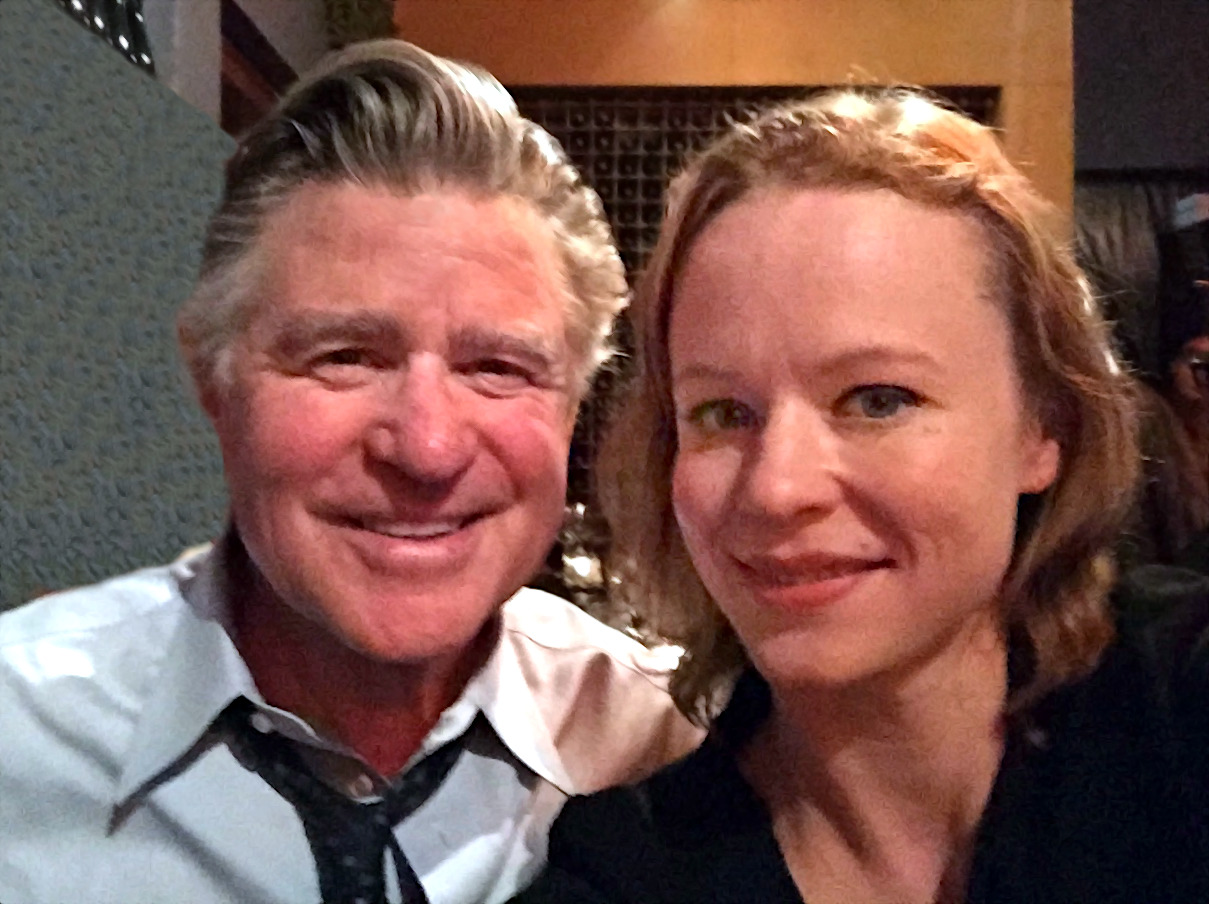
Thora Birch i Treat Williams al rodatge de The Etruscan Smile

El 2011 es va posar en marxa una versió teatral de la novel·la dirigida per José Carlos Plaza, amb Héctor Alterio en el paper de Salvatore Roncone. En el repartiment figuraven també Nacho Castro, Julieta Serrano, Israel Frías, Sonia Gómez Silva, Carlos Martínez Abarca, Cristina Arranz i Olga Rodríguez. El 2010 es va estrenar una adaptació cinematogràfica. Va ser produïda pel multipremiat de l'Acadèmia Arthur Cohn i dirigida per cineastes nominats a l'Oscars Oded Binnun i Mihail Brezis. Fou protagonitzada per Brian Cox, Thora Birch, JJ Feild, Treat Williams, Rosanna Arquette i Peter Coyote. La banda sonora és composta per Frank Ilfman, i interpretada per la London Metropolitan Orchestra dirigida per Matthew Slater.
Es van fer diversos canvis a la novel·la pel guió. Escrita per Michael McGowan, Michal Lali Kagan i Sarah Bellwood, l'adaptació té canvis com ara les nacionalitats del personatge principal (escocès) i el seu net (americà), així com la ubicació on es mou el vell (San Francisco). Al Regne Unit, la pel·lícula es va estrenar amb el títol Rory's Way.